# Christophe Joseph Marie Dabiré
Christophe Joseph Marie Dabiré (Alto Volta, 27 de agosto de 1948) é um político de Burkina Faso, foi primeiro-ministro de seu país, de janeiro de 2019 a dezembro de 2021, após a renúncia do então primeiro-ministro, Paul Kaba Thieba.
Dabiré é economista e estadista de Burkinabé. Foi Ministro da Saúde (1992-1997) e, em seguida, Ensino Secundário e Pesquisa Científica (1997-2000) sob o regime de Blaise Compaoré. Posteriormente, tornou-se Comissário do Burkina Faso na Comissão da UEMOA (2007-2017). Em 21 de janeiro de 2019, foi nomeado pelo Primeiro Ministro do Presidente Roch Marc Christian Kaboré. Colaborou para sua nomeação a experiência como economista e funcionário público sênior.

## Carreira
Dabiré estava sob a direção de Thomas Sankara como Diretor de Estudos e Projetos no Ministério da Economia e Planejamento de 1984 a 1988, quando se tornou Diretor Geral de Cooperação no Ministério da Economia e Planejamento. Ele ocupou esse cargo até 1992.
Em 1992, Dabiré chefiou o Departamento de Saúde até 1997, quando era responsável pelo Departamento de Educação Secundária, Ensino Superior e Pesquisa Científica em Burkina Faso, cargo que ocuparia até 2000. Durante esse período, ele atuou como: membro do partido Congresso para Democracia e Progresso. Após ser reeleito para a Assembleia Nacional em 2002, Dabiré foi reeleito por cinco anos, que terminou em 2007. Ele foi nomeado Primeiro Ministro em 21 de janeiro de 2019 e assumiu o cargo três dias depois.